# Liste der 59 Unterzeichner des Todesurteils gegen König Charles I.

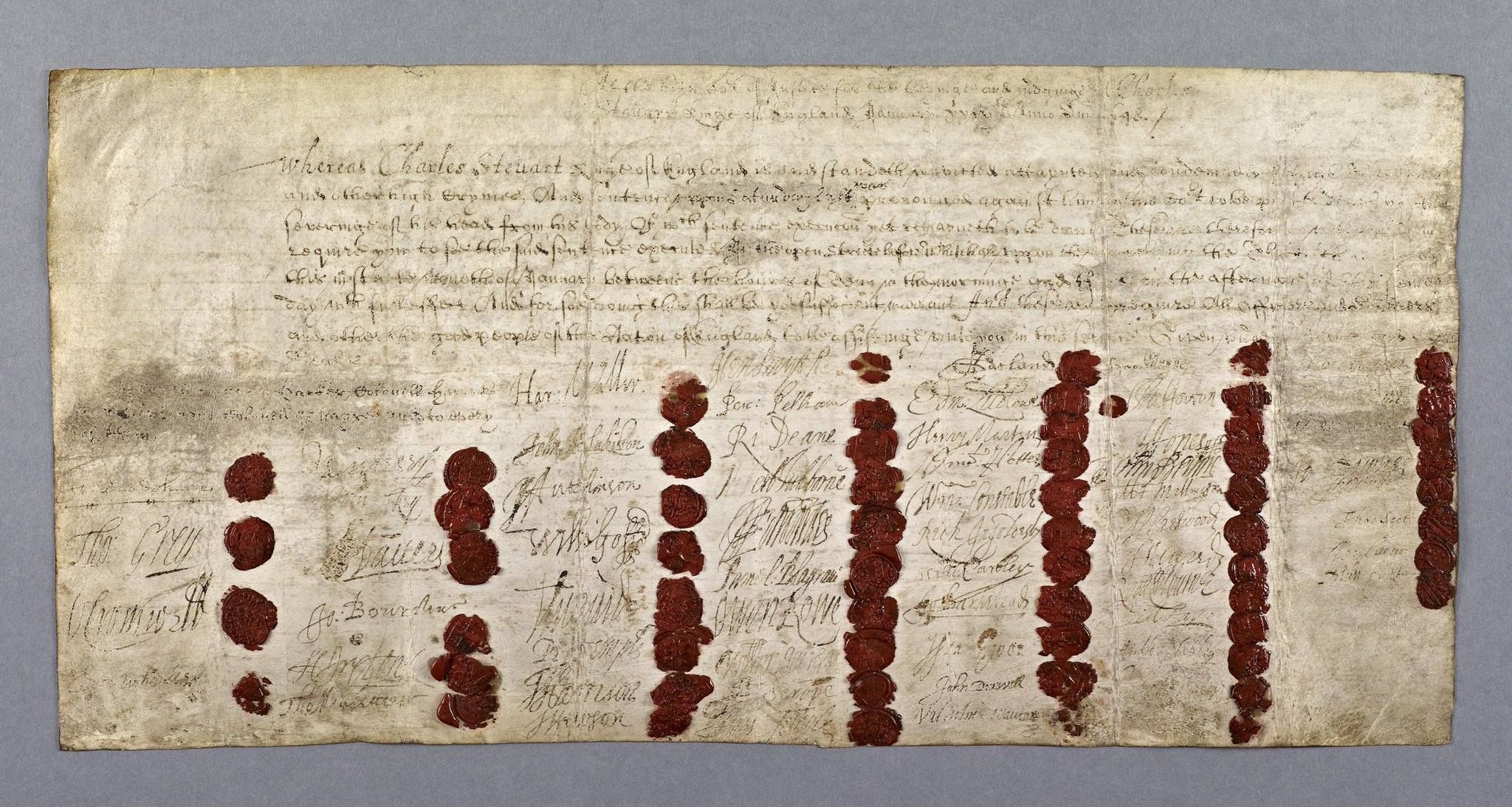
Todesurteil und Siegel der 59 Unterzeichner

Dies ist eine Liste der 59 Unterzeichner des Todesurteils vom   26. Januar 1649 gegen König Karl I. (England):
1. John Bradshaw
2. Thomas Grey, Lord Grey of Groby
3. Oliver Cromwell
4. Edward Whalley
5. Sir Michael Livesey
6. John Okey
7. Sir John Danvers
8. Sir John Bourchier
9. Henry Ireton
10. Sir Thomas Mauleverer
11. Sir Hardress Waller
12. John Blakiston
13. John Hutchinson
14. William Goffe
15. Thomas Pride
16. Peter Temple
17. Thomas Harrison
18. John Hewson
19. Henry Smith
20. Peregrine Pelham
21. Richard Deane
22. Robert Tichborne
23. Humphrey Edwards
24. Daniel Blagrave
25. Owen Rowe
26. William Purefoy
27. Adrian Scrope
28. James Temple
29. Augustine Garland
30. Edmund Ludlow
31. Henry Marten
32. Vincent Potter
33. Sir William Constable
34. Richard Ingoldsby
35. William Cawley
36. John Barkstead
37. Isaac Ewer
38. John Dixwell
39. Valentine Walton
40. Simon Mayne
41. Thomas Horton
42. John Jones
43. John Moore
44. Gilbert Millington
45. George Fleetwood
46. John Alured
47. Robert Lilburne
48. William Say
49. Anthony Stapley
50. Sir Gregory Norton
51. Thomas Chaloner
52. Thomas Wogan
53. John Venn
54. Gregory Clement
55. John Downes
56. Thomas Waite
57. Thomas Scot
58. John Carew
59. Miles Corbet

Viele von ihnen und ihren Gesinnungsgenossen in Hof- und Regierungsämtern wurden nach der Stuart-Restauration von 1660 Opfer von rächenden Todesurteilen unter Karls Sohn Karl II.